# Berveni (gmina)
Berveni – gmina w Rumunii, w okręgu Satu Mare. Obejmuje miejscowości Berveni i Lucăceni. W 2011 roku liczyła 3376 mieszkańców.